# Cilento (vino)
Il Cilento è una DOC riservata ad alcuni vini la cui produzione è consentita nella provincia di Salerno.

## Tipologie
- Cilento Aglianico
- Cilento bianco
- Cilento rosato
- Cilento rosso